# 大西潤甫
大西 潤甫（おおにしじゅんすけ　1925年2月24日 - 2004年11月11日）は、日本の実業家。1968年から2000年まで高松琴平電気鉄道社長を務め、2000年からは会長を務めたが2001年に経営破綻して退任。地元の実業家真鍋康彦に再建が託された。
四国一の資産家だった大西行礼は祖父。高松琴平電気鉄道創業者で貴族院議員を務めた大西虎之介は父。高松琴平電気鉄道社長や衆議院議員を務めた大西禎夫は叔父。

## 略歴
- 1926年　香川県木田郡三木町出身。
- 1948年　早稲田大学商学部卒業。高松琴平電気鉄道入社。
- 1968年　高松琴平電気鉄道社長就任
- 1991年　コトデンそごう社長
- 2000年　高松琴平電気鉄道社長を千田穣一に譲り、会長に就任。
- 2001年　コトデンそごう破綻、高松琴平電気鉄道破綻に伴い会長職辞任
- 2004年　死去。